# 2010년 동계 올림픽 피겨스케이팅
2010년 동계 올림픽의 피겨 스케이팅은 2010년 2월 14일부터 2월 27일까지 캐나다 밴쿠버의 퍼시픽 콜리세움에서 경기가 진행됐다.

## 대회 첫 기록과 세계 기록
- 이 대회는 1960년 이래 유럽 대륙의 선수들이 단 한 개의 금메달도 따지 못한 첫 동계 올림픽 대회이다. 금메달 수상국은 북아메리카와 아시아에서만 나왔다.[1]

## 나라별 메달 집계
| 순위 | 국가                 | 금메달 | 은메달 | 동메달 | 합계 |
| ---- | -------------------- | ------ | ------ | ------ | ---- |
| 1    | 중화인민공화국 (CHN) | 1      | 1      | 0      | 2    |
| 1    | 미국 (USA)           | 1      | 1      | 0      | 2    |
| 3    | 캐나다 (CAN)         | 1      | 0      | 1      | 2    |
| 4    | 대한민국 (KOR)       | 1      | 0      | 0      | 1    |
| 5    | 러시아 (RUS)         | 0      | 1      | 1      | 2    |
| 5    | 일본 (JPN)           | 0      | 1      | 1      | 2    |
| 7    | 독일 (GER)           | 0      | 0      | 1      | 1    |

## 세부 종목별 메달리스트
| 종목              | 금                               | 금     | 은                                 | 은     | 동                                   | 동     |
| ----------------- | -------------------------------- | ------ | ---------------------------------- | ------ | ------------------------------------ | ------ |
| 남자 싱글 자세히  | 에번 라이서첵 · 미국             | 257.67 | 예브게니 플루셴코 · 러시아         | 256.36 | 다카하시 다이스케 · 일본             | 247.23 |
| 여자 싱글 자세히  | 김연아 · 대한민국                | 228.56 | 아사다 마오 · 일본                 | 205.50 | 조아니 로셰트 · 캐나다               | 202.64 |
| 페어 자세히       | 선쉐 / 자오훙보 · 중화인민공화국 | 216.57 | 팡칭 / 퉁젠 · 중화인민공화국       | 213.31 | 알료나 자브쳉코 / 로빈 숄코비 · 독일 | 210.60 |
| 아이스댄싱 자세히 | 테사 버추 / 스콧 모이어 · 캐나다 | 221.57 | 메릴 데이비스 / 찰리 화이트 · 미국 | 215.74 | 옥사나 돔니나 / 막심 샤발린 · 러시아 | 207.64 |

## 경기 일정
모든 시간은 태평양 표준시(UTC-8) 기준이다.
| 일정   | 날짜                   | 시작  | 종료  | 종목       | 세부사항      |
| ------ | ---------------------- | ----- | ----- | ---------- | ------------- |
| 3일차  | 2010년 2월 14일 일요일 | 16:30 | 19:55 | 페어       | 쇼트 프로그램 |
| 4일차  | 2010년 2월 15일 월요일 | 17:00 | 20:55 | 페어       | 프리 스케이팅 |
| 5일차  | 2010년 2월 16일 화요일 | 16:15 | 20:45 | 남자 싱글  | 쇼트 프로그램 |
| 7일차  | 2010년 2월 18일 목요일 | 17:00 | 21:05 | 남자 싱글  | 프리 스케이팅 |
| 8일차  | 2010년 2월 19일 금요일 | 16:45 | 20:05 | 아이스댄싱 | 컴펄서리 댄스 |
| 10일차 | 2010년 2월 21일 일요일 | 16:15 | 19:45 | 아이스댄싱 | 오리지널 댄스 |
| 11일차 | 2010년 2월 22일 월요일 | 16:45 | 20:55 | 아이스댄싱 | 프리 댄스     |
| 12일차 | 2010년 2월 23일 화요일 | 16:30 | 21:00 | 여자 싱글  | 쇼트 프로그램 |
| 14일차 | 2010년 2월 25일 목요일 | 17:00 | 20:55 | 여자 싱글  | 프리 스케이팅 |
| 16일차 | 2010년 2월 27일 토요일 | 16:30 | 19:00 | 갈라쇼     | 갈라쇼        |

## 예선

### 선수 자격 요건
선수들은 2009년 7월 1일 기준으로 만 15세 이상이어야하며 그 국가의 시민으로 올림픽에 참가할 수 있어야 한다. 국제 빙상 연맹 경기의 예선 규정과는 달리 패어와 아이스 댄싱 팀의 경우에는 두 선수 모두 그 국가의 시민으로 올림픽에 참가할 수 있어야 한다. 또한 국제 올림픽 위원회의 규정에서는 선수가 다른 국적으로 경기를 펼친 뒤 적어도 3년이 지나야 가능하다고 기술되어 있다.

### 선수별 예선
올림픽에 어떠한 선수를 보낼지는 각 국가 올림픽 위원회의 결정에 따른다.

### 국가별 예선
올림픽 종목인 피겨 스케이팅의 국가별 쿼터는 국제 올림픽 위원회가 정했다. 남녀 싱글 경기에는 30명까지 출전이 가능하며 페어 경기는 20팀이, 아이스 댄싱 경기에는 24팀까지 출전이 가능하다.
각국에서는 동계 올림픽 출전을 하는데 두 가지 방법이 있다. 만약 개최국이 출전 자격 요건을 충족하지 못한다면 한 명만 참가가 가능하다.
국가별 예선에 있어서는 2009년 세계 피겨스케이팅 선수권 대회가 가장 중요한 부분을 차지했다. 이번 선수권 대회에서 각국별로 세부종목에서 3명까지 출전이 가능했다.
모든 세부종목은 따로따로 자격을 부여했다.
세계 선수권에서 올림픽에 출전할 수 있는 경우는 다음과 같았다.
| 세계 선수권에 출전한 선수/팀의 수 | 올림픽 출전권 3장                                   | 올림픽 출전권 2장                                   |
| --------------------------------- | --------------------------------------------------- | --------------------------------------------------- |
| 1                                 | 2위 안에 듬.                                        | 10위 안에 듬.                                       |
| 2                                 | 모든 선수의 랭킹을 합쳐서 13위 또는 그 이내여야 함. | 모든 선수의 랭킹을 합쳐서 28위 또는 그 이내여야 함. |
| 3                                 | 상위 두 선수가 13위 또는 그 이내여야 함.            | 상위 두 선수가 28위 또는 그 이내여야 함.            |

순위가 예선과 상관관계가 있는 것은 아니다. 만약 아이스댄싱에서 어느 팀이 오리지널 댄스를 한 뒤 컴펄서리 댄스를 하지 못하면 20포인트를 받으며 프리 댄스를 하지 못하거나 싱글 혹은 페어 부문 선수가 프리 스케이팅을 하지 못하면 18포인트를 받았다. 만약 프리 스케이팅에서 경기한 싱글, 페어, 아이스댄싱 선수가 16위보다 낮으면 16포인트를 받았다.
2009년 세계 피겨스케이팅 선수권 대회의 결과에 따라서 남/녀 싱글에 각각 24장, 페어에 16장, 아이스 댄싱에 19장, 총 83장의 출전권이 있었다.
남은 티켓은 2009년에 열린 2009 니벨혼 트로피에서 채워졌다. 이미 올림픽 출전권을 따낸 국가는 출전하지 못했다.
만약 어느 국가에서 쿼터(한 개 또는 그 이상)을 거절한다면 남은 티켓은 니벨혼 트로피의 결과에 토대를 두었다.